# Bartolomeo Altomonte
Bartolomeo Altomonte, cunoscut și ca Bartholomäus Hohenberg, (n. 24 februarie 1694, Varșovia, Polonia-Lituania – d. 11 noiembrie 1783, Sankt Florian, Austria Superioară, Austria) a fost un pictor austriac specializat în realizarea de fresce baroce. El a fost fiul pictorului Martino Altomonte, originar din Napoli.

## Biografie
Altomonte s-a născut la Varșovia, unde tatăl său, Martino Altomonte, fusese numit pictor la curtea regelui Jan Sobieski. El a fost al treilea din cei șase copii. Altomonte și-a petrecut cea mai mare parte a vieții sale în Linz și a lucrat în primul rând în mănăstirile austriece, cum ar fi Mănăstirea Sankt Florian și Abația Admont. A învățat arta în timp ce îl ajuta pe tatăl său la pictură, dar și în timpul uceniciei cu Daniel Gran. Tendințele spre stilul rococo au rămas străine artistului toată viața; el este considerat unul dintre ultimii mari pictori în maniera alegoriei baroce.

## Galerie de imagini

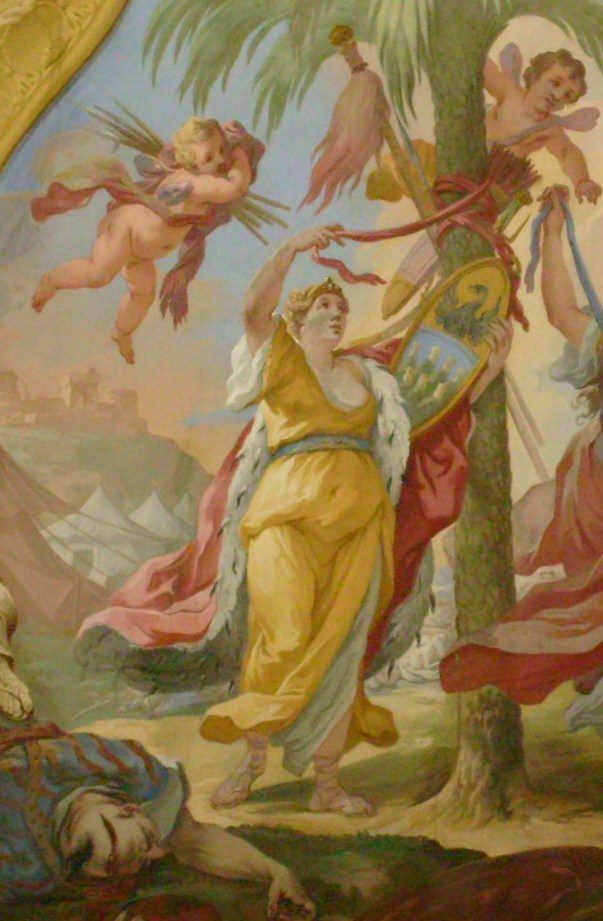
Transilvania biruitoare, Mănăstirea Sankt Florian (1723)
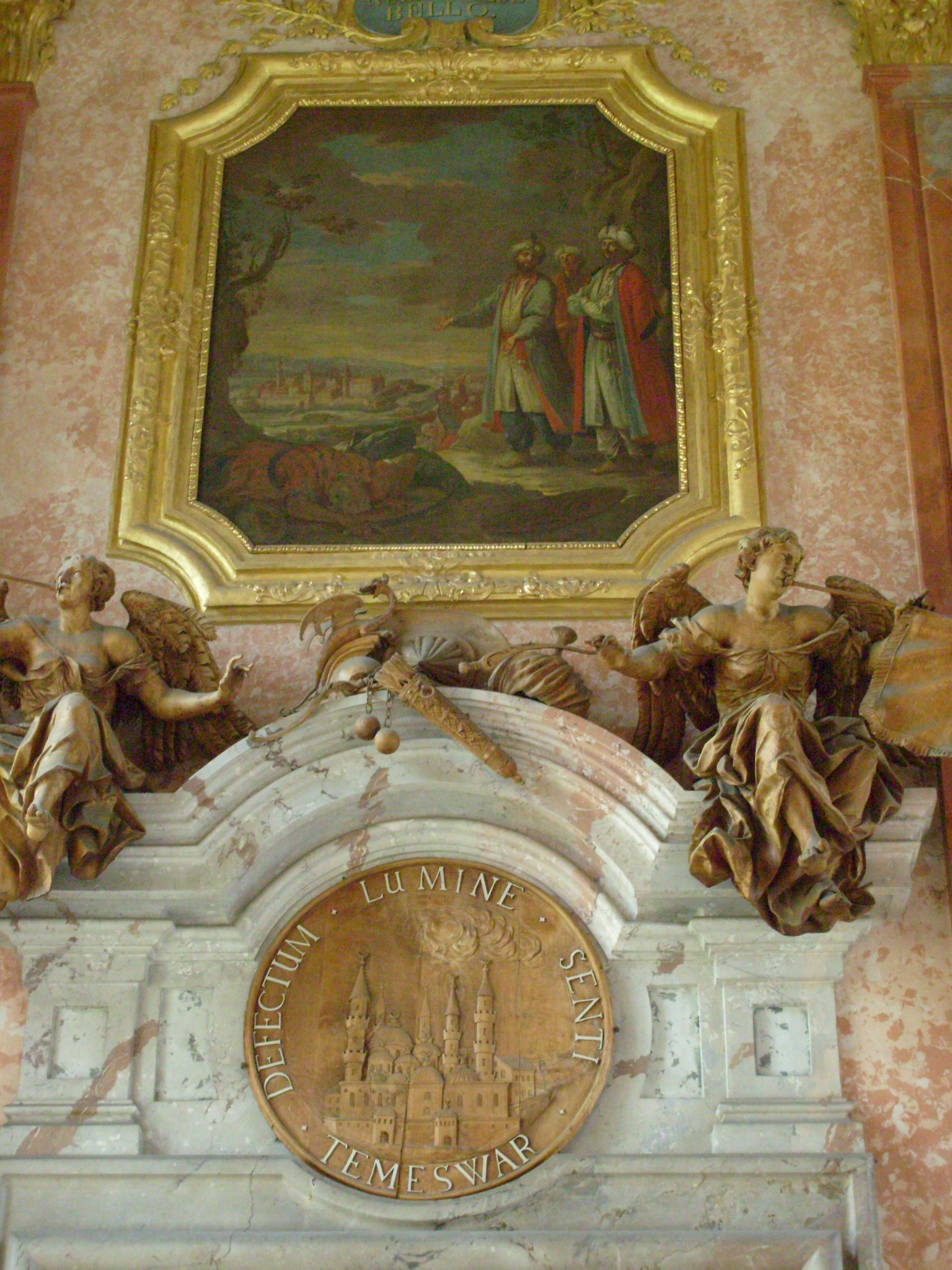
Turcii părăsesc Timișoara după asediul din 1716, Mănăstirea Sankt Florian (1723)
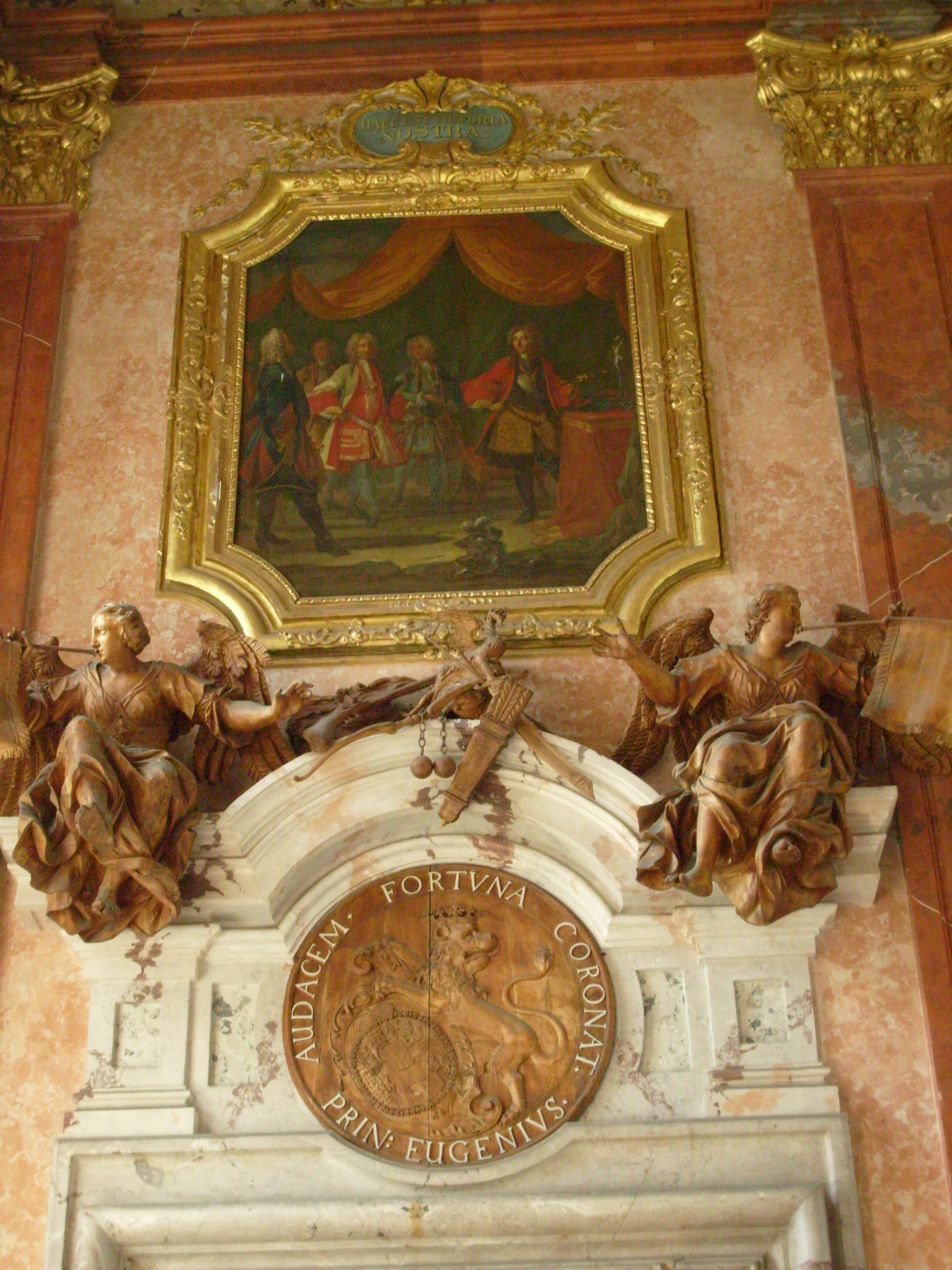
Prințul Eugen eliberează Belgradul, Mănăstirea Sankt Florian (1723)